# Túcume (Perú)
Túcume (mochica colonial: Tuqueme de raíz Tok lit. "Hogar") es una localidad peruana ubicada en los alrededores de las Pirámides de Túcume, siendo capital del distrito homónimo, perteneciente a la provincia y departamento de Lambayeque. Se encuentra a una altitud de 61 m s. n. m. En el 2017 tenía una población de 9241 habitantes según el INEI.

## Historia
El distrito de Túcume fue creado en 1894, en torno al pueblo, que fue encomendado al español Juan Roldán Dávila en 1536 por Francisco Pizarro. El año 1622, una inundación del río La Leche hizo trasladar la ciudad a su ubicación actual. El distrito, llano y a 43 m sobre el nivel del mar, tiene 89,74 km², y forma parte del valle de Lambayeque.

## Clima
| Parámetros climáticos promedio de Túcume | Parámetros climáticos promedio de Túcume | Parámetros climáticos promedio de Túcume | Parámetros climáticos promedio de Túcume | Parámetros climáticos promedio de Túcume | Parámetros climáticos promedio de Túcume | Parámetros climáticos promedio de Túcume | Parámetros climáticos promedio de Túcume | Parámetros climáticos promedio de Túcume | Parámetros climáticos promedio de Túcume | Parámetros climáticos promedio de Túcume | Parámetros climáticos promedio de Túcume | Parámetros climáticos promedio de Túcume | Parámetros climáticos promedio de Túcume |
| Mes                                      | Ene.                                     | Feb.                                     | Mar.                                     | Abr.                                     | May.                                     | Jun.                                     | Jul.                                     | Ago.                                     | Sep.                                     | Oct.                                     | Nov.                                     | Dic.                                     | Anual                                    |
| ---------------------------------------- | ---------------------------------------- | ---------------------------------------- | ---------------------------------------- | ---------------------------------------- | ---------------------------------------- | ---------------------------------------- | ---------------------------------------- | ---------------------------------------- | ---------------------------------------- | ---------------------------------------- | ---------------------------------------- | ---------------------------------------- | ---------------------------------------- |
| Temp. media (°C)                         | 25.2                                     | 26.2                                     | 26                                       | 24.8                                     | 23.3                                     | 21.3                                     | 20.3                                     | 19.9                                     | 20.2                                     | 20.8                                     | 21.7                                     | 23.9                                     | 22.8                                     |
| Temp. mín. media (°C)                    | 20.1                                     | 20.9                                     | 20.7                                     | 19.6                                     | 18.5                                     | 16.8                                     | 15.8                                     | 15.3                                     | 15.9                                     | 16                                       | 16.6                                     | 18                                       | 17.9                                     |
| Fuente: climate-data.org                 |                                          |                                          |                                          |                                          |                                          |                                          |                                          |                                          |                                          |                                          |                                          |                                          |                                          |

## Lugares de interés
- Pirámides de Túcume
- Museo de sitio Túcume